# Charles Lafontaine
Pour les articles homonymes, voir Lafontaine.
Charles Léonard Lafontaine, né à Vendôme le 27 mars 1803 et mort à Genève le 13 août 1892, est un magnétiseur franco-suisse.

## Biographie
Il passe la plus grande partie de sa vie à Genève, où il publie un journal appelé Le magnétiseur.  
Après avoir renoncé à une carrière d'acteur, il participe aux expériences du marquis de Puységur et devient un célèbre magnétiseur itinérant. Il écrit une autobiographie qui a peut-être influencé l'écrivain George du Maurier pour son livre Trilby.
C'est après avoir assisté à une démonstration de Lafontaine à Manchester le 13 novembre 1841 que le médecin écossais James Braid commence à s'intéresser au magnétisme animal qu'il renomma hypnose.
Le 27 octobre 1868, le médecin Auguste Ladé intente un procès en diffamation contre Lafontaine pour avoir publié, dans son journal, un article intitulé Un scandale médical, où le Dr. Ladé est mis en cause à la suite de la mort subite de la Demoiselle Patonier. Par le Jugement civil du 9 avril 1869,, le Dr. Ladé est débouté de sa demande notamment car le Juge Bellamy a considéré que le sieur Lafontaine était dans son bon droit.

## Publications
- L'art de magnétiser ou le magnétisme animal considéré sous le point de vue théorique, pratique & thérapeutique, Germer Baillière, Paris, 1847, présentation en ligne.
- Mémoires d'un magnétiseur, suivies de l'examen phrénologique de l'auteur, par le Dr Castle, 1866
- (Article) « Les possédées de Morzine », Revue spiritualiste, 1864, t. VII, p. 129-137.